# Willy Eras
Willy Eras est un footballeur costaricien né le 10 septembre 1980.
Il joue actuellement pour l'AD Municipal Liberia en Primera División de Costa Rica.

## Carrière

### Carrière en club
- 2005-déc. 2010 :  AD Municipal Liberia (82 matches ; 2 buts)
- jan. 2011-2011 :  CD Barrio Mexico
- 2011-2012 :  Puntarenas FC
- 2012-jan. 2013 :  CS Herediano
- depuis jan. 2013 :  AD Municipal Liberia[1]

### Carrière internationale
Eras a fait deux apparitions avec l'équipe du Costa Rica.